# Trobada de bisbes sobre la protecció dels menors en l'Església
La Trobada de bisbes sobre la protecció dels menors en l'Església és una reunió dels presidents de les conferències episcopals entre el 21 i el 24 de febrer del 2019 per tractar per tractar les mesures a dur a terme davant els Casos d'abusos sexuals comesos per membres de l'Església catòlica.
La trobada, convocada pel Papa Francesc, va ser organitzada per Blase Joseph Cupich, Oswald Gracias, Charles Scicluna, Hans Zollner, Linda Ghisoni i Gabriella Gambino. El moderador va ser l'exportaveu de la Santa Seu, Federico Lombardi. Els temes a tractar eren la responsabilitat, com donar comptes i la transparència. Els participants previstos eren 114 presidents de conferències episcopals, 14 líders de les esglésies orientals, 15 bisbes més, 12 superiors generals, 10 superiores generals, 10 prefectes dels dicasteris vaticans, 4 membres de la Cúria Romana, 5 membres del Consell dels Cardenals i els organitzadors. En total estava prevista la presència de 190 persones.